# Марково (Слатина)
Марково (хорв. Markovo) — населений пункт у Хорватії, у Вировитицько-Подравській жупанії у складі міста Слатина.

## Населення
Населення за даними перепису 2011 року становило 131 осіб.
Динаміка чисельності населення поселення:

## Клімат
Середня річна температура становить 8,64 °C, середня максимальна – 21,95 °C, а середня мінімальна – -6,83 °C. Середня річна кількість опадів – 1735 мм.
| Клімат поселення                              | Клімат поселення | Клімат поселення | Клімат поселення | Клімат поселення | Клімат поселення | Клімат поселення | Клімат поселення | Клімат поселення | Клімат поселення | Клімат поселення | Клімат поселення | Клімат поселення | Клімат поселення |
| Показник                                      | Січ.             | Лют.             | Бер.             | Квіт.            | Трав.            | Черв.            | Лип.             | Серп.            | Вер.             | Жовт.            | Лист.            | Груд.            |                  |
| Середній максимум, °C                         | 4,74             | 6,12             | 9,81             | 13,87            | 18,46            | 21,95            | 21,09            | 21,10            | 17,45            | 12,10            | 6,54             | 2,96             |                  |
| Середня температура, °C                       | −1,04            | 0,34             | 4,03             | 8,08             | 12,69            | 16,18            | 18,12            | 18,13            | 14,48            | 9,13             | 3,56             | −0,02            |                  |
| Середній мінімум, °C                          | −6,83            | −5,44            | −1,76            | 2,32             | 6,91             | 10,40            | 15,16            | 15,14            | 11,51            | 6,15             | 0,59             | −3               |                  |
| Норма опадів, мм                              | 94               | 85               | 114              | 140              | 144              | 192              | 160              | 152              | 154              | 183              | 186              | 131              |                  |
| Середньомісячна швидкість вітру, м/с          | 1.29             | 1.48             | 1.86             | 1.95             | 1.88             | 1.74             | 1.59             | 1.48             | 1.35             | 1.36             | 1.38             | 1.21             |                  |
| Середньомісячна сонячна радіація, кДж/м²·день | 4046             | 6881             | 10275            | 14287            | 18135            | 19435            | 20266            | 17118            | 12796            | 8177             | 4395             | 3254             |                  |
| --------------------------------------------- | ---------------- | ---------------- | ---------------- | ---------------- | ---------------- | ---------------- | ---------------- | ---------------- | ---------------- | ---------------- | ---------------- | ---------------- | ---------------- |
| Джерело:                                      |                  |                  |                  |                  |                  |                  |                  |                  |                  |                  |                  |                  |                  |